# فرانسوا بونيت
فرانسوا بونيت (بالفرنسية: François Bonnet)‏ هو راكب الكنو فرنسي، ولد في 11 نوفمبر 1947.

## وصلات خارجية
- فرانسوا بونيت على موقع اللجنة الأولمبية الدولية (الإنجليزية)
- فرانسوا بونيت على موقع أوليمبيديا (الإنجليزية)